# USS Mount McKinley (AGC-7)
USS Mount McKinley (AGC-7/LCC-7) – amerykański okręt dowodzenia typu Mount McKinley, pierwszy i jedyny okręt należący do United States Navy i noszący nazwę pochodzącą od Mount McKinley – najwyższego szczytu Ameryki Północnej.
Okręt brał udział m.in. w działaniach wojennych na Oceanie Spokojnym podczas II wojny światowej, w wojnie koreańskiej oraz wojnie wietnamskiej.